# Шляхи свободи
Шляхи свободи (фр. Les chemins de la liberté) - незавершений цикл романів Жана-Поля Сартра, опублікований між 1945 і 1949 роками, складається з чотирьох частин та висвітлює тему екзистенціалізму, відповідальності та дилему зобов'язань, хронологічно до і під час режиму Віші.

## Зміст
Три романи L'âge de raison, Le sursis та La mort розгортаються навколо Матьє, викладача соціалістичної філософії, та групи його друзів. Трилогію мав продовжити четвертий роман Drôle d’amitié, але Сартр не встиг його завершити, тому наразі на світ з'явилися тільки два розділи.
Книги були задумані як відповідь на події Другої світової війни, зокрема нацистську окупацію Франції, і втілюють певні зрушення у поглядах автора на дію в житті та літературі, які згодом знайшли відображення у праці "Екзистенціалізм - це гуманізм", що зустріла опозицію з усіх таборів.
Усього творів:
- "Зрілий вік" - про молодість і самопроєктування інтелектуала Матьє за 48 годин, приблизно 13 червня 1938 року,
- "Відстрочення" - вертикальний паноптикум колективного несвідомого напередодні Мюнхенської угоди.
- "Смерть у душі" - розповідає про конкретну поразку Франції та ув'язнення в таборі (йдеться про перебування Сартра в німецькому таборі з 1940 року).

Сартр розпочав роботу над першим томом на початку 1939 року, буквально пишучи в теперішньому часі. У наступний період він сам опинився в умовах невизначеності війни, "яка, здається, застрягла". З одного боку, Сартр став натхненником або совістю цілого покоління в 1945 році, а з іншого боку, зіткнувся зі зміненими моральними умовами з огляду на новий світовий порядок. Ще в 1959 році Сартр думав про відновлення роботи над "Останнім шансом".